# 超级魂斗罗
《超级魂斗罗》是日本KONAMI公司于1988年发行的街机卷轴动作射击游戏，《魂斗罗》的续作。

## 游戏系统
游戏的系统与前作基本相同，一共有五关。但有了一点细微改动：前作中由红色猎鹰表示的武器在本作中全部改以枪表示，部分武器形态也发生变化。比如前作的火焰枪F由旋转小火球变为会发散的大火球。前作中的纵深版面被取消，取而代之的是可向八方向移动、射击的俯视画面。在俯视画面中可以得到令画面内敌人瞬间全灭的炸弹，发动时机可由玩家决定，这个设定后来被SFC版沿用。游戏难度之于前作大幅度提高，被认为是魂斗罗系列所有作品中最难的作品之一。

## 剧情
故事发生在前作《魂斗罗》之后的一年。公元2634年12月，地球联邦南美GX军第7方面军在举行军事演习时突然发出求救信号，联邦军在分析之后认为是“红色猎鹰”的残党和外星人所为，于是，魂斗罗小队的上等兵比尔·雷泽和兰斯·比恩再次出击。

## 移植

FC版的游戏画面

和前作《魂斗罗》一样，《超级魂斗罗》也于1990年2月2日推出了FC的移植版。

### FC移植版的改动
- 日版的标题为《超级魂斗罗》，去掉了街机版的副标题“异形的反击”（エイリアンの逆襲），而美版的标题则为“Super C”。欧洲版标题为“Probotector II - Return of the Evil Forces ”，主角与敌人依然是机器人。
- 相对于街机版，FC版的难度被大幅降低。
- 游戏中武器的表示改回前作版本的猎鹰，但颜色变为红蓝两色交替闪烁并取消级别的设定。
- 俯视画面中的炸弹被取消，改回FC版前作般的无字母猎鹰，接到时令画面内敌人全灭。
- FC版增加了新的关卡，但取消街机版的第四关。原街机版的流程只大致相当于FC版的前六关。第四、第五、第七、第八关为原创关卡。
- 街机版已有关卡在移植后也有一定程度的流程变化，调整了部分关底Boss的设定。